# 3770-es busz
A 3770-es jelzésű autóbuszvonal Miskolc, Kazincbarcika, Putnok, Ózd és Borsodnádasd között húzódik, amelyet a MÁV Személyszállítási Zrt. üzemeltet.

## Útvonala
A miskolci autóbusz-állomásról, a Búza térről indul. Útját a 26-os főúton kezdi el, annak négysávos szakaszán, északi irányban, a Szentpéteri kapun keresztül. Többek között erre található a miskolci húszemeletes, a megye központi kórháza, valamint az útból ágazik ki az egykori miskolci repülőtér felé vezető szakasz is, egy bevásárlóközponti csomópontban. A megyeszékhelyet a Miskolc–Bánréve–Ózd-vasútvonal és a Sajóecseg–Hídvégardó-vasútvonal közös vonalszakaszával párhuzamosan hagyja el.
Miskolcról északnyugati irányban távolodik el, valamint öt kisebb elágazás mentén. A járatok általában gyorsjáratok, így míg ezek sorjában a szirmabesenyői, a már évek óta nem üzemelő Borsodi Ércelőkészítő Műi, a sajókeresztúri, a sajóbábonyi és a piltatanyai elágazások, addig csak a Sajóbábonyiban áll meg. A 8 kilométer alatt az összes Szirmabesenyő, Sajókeresztúr, Sajóvámos, Sajóbábony és Sajóecseg irányába tartó buszjárattól elválik. Első településének közelében a 2023 decemberében átadott elkerülőjéhez – 260-as főút – tartozó körforgalmon túl Sajószentpéterre hajt be. A Sajó parti városnak délkeleti részén indul neki, ezalatt három nagyobb elágazáson megy túl, elsőként az edelényin, ahonnan a 27-es főút ágazik ki, majd a parasznyain (melyhez közel a vasútállomásához leágazó bekötőút is), végül az alacskain, de itt nem áll meg. A régió egyik legnagyobb gyárának helyet adó BorsodChem nagy helyen terül el. A Miskolc–Bánréve–Ózd-vasútvonallal párhuzamosan, a különböző üzemei mentén 1 megállóban – PVC gyár bejárati út – biztosított a bejutás az ipari parkba. Ily módon éri el Borsod-Abaúj-Zemplén megye 3. legnagyobb városát, Kazincbarcikát.
Ezután elhagyja a főútat, utána az egykori Borsodi Vegyi Kombinát, mai nevén BorsodChem Zrt. nevet viselő vegyipari létesítmény mentén kialakított Szent Flórián téri buszállomáson is megáll. Onnan egészen a Sajókazinc területén fekvő temetőjéig, valamint a Jószerencsét úton közlekedik és a városházánál kísérel még meg megállást. Néhány alkalommal 3770-es busz látogat az Egressy úti buszállomásra is, de alapvetően útjából kiesik. Visszatér a főútra, Sajóivánka északi része jön, ezt követi Vadna település, utoljára itt van közös megállója a Bánhorváti felé tartó vonalakkal. 3 perc múlva a sajógalgóci elágazásnál van, majd a Miskolc–Bánréve–Ózd-vasútvonal keresztezésével Dubicsány területén tartózkodik, nemsokkal később a buszjáratok Putnokra hajtanak be.
Központi megállójában, a Fő térnél több autóbuszvonalról (4104, 4140, 4147, 4148, 4151, 4193, 4194, 4195) biztosított a csatlakozás, így Ragály, Sajóvelezd, Sajómercse, Királd települések felől, illetve az érintett települések felé az eljutás könnyített. Serényfalva mindössze a határán akadó Hét községi elágazásban kiszolgált, utána közel a szlovák határhoz, de a 25-ös főútra kanyarodik és Bánrévén tart. A Sajó folyót sokadik alkalommal lépi át, jelenleg a szomszédos Sajópüspökin, legvégül déli irányban a Heves–Borsodi-dombság és az Upponyi-hegység között, az Ózdi Acélművek mentén érkezik a 30 ezres lakosságú Ózdra. A Hangony-patak környékén, Tábla és Sajóvárkony városrészeiben, majdan Velencetelepen át az autóbusz-állomásra, a Gyujtó térre érkezik. Egyes indításai a Bolyok, valamint a Hangony felé vezető úton fekvő egykori Ózdi Ruhagyárnál végállomásoznak.
Ellentétes irányban Borsodnádasdról indul a vonal, a lemezgyári részéből a központba irányul, onnan Ózd felé megy, az összenőtt Járdánházán és Arlón túl elsőnek Hódoscsépányt szeli át, úgy érkezik a járásközpont belvárosába, ahol szintúgy csatlakozást biztosít a megyeszékhely felé és felől több vidéki falunak is. Miskolcról ezen vonalszámmal mára már nincsen közvetlen járat Borsodnádasdra. Ezen szakasza a 4180-as buszokéval megegyezik.

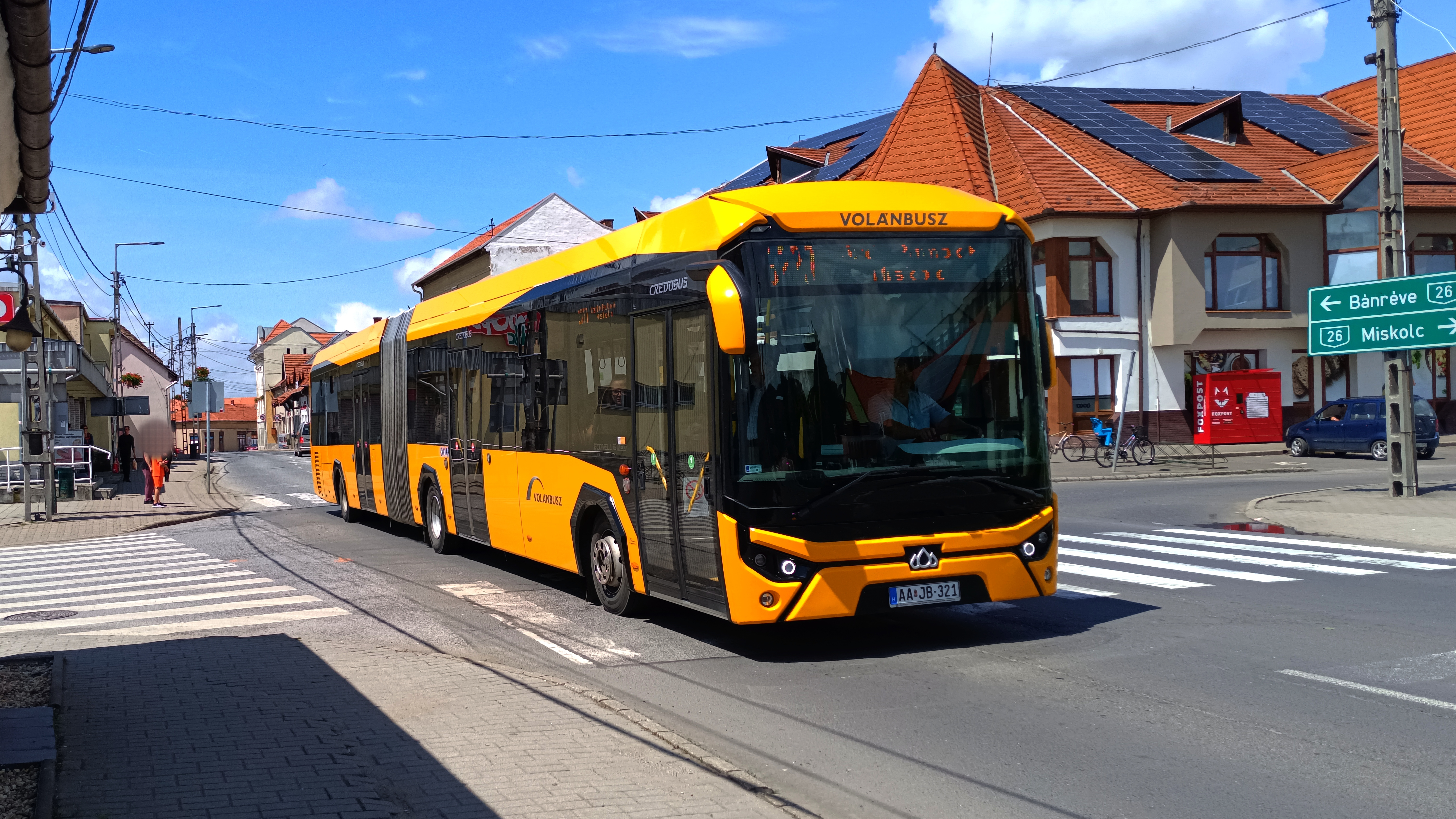
Credo Econell 18 csuklós halad Putnokon

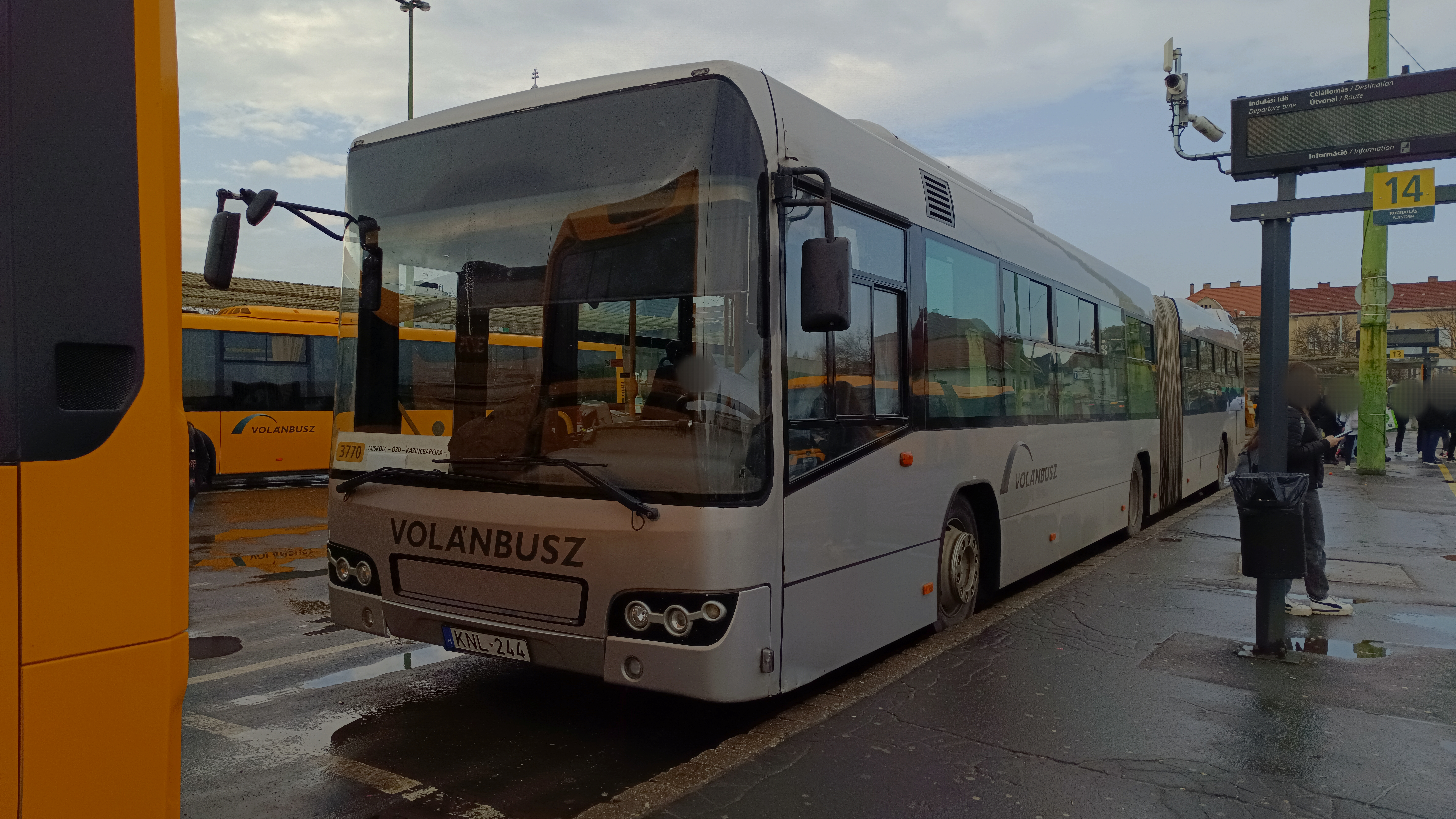
Az Ózdon helyijáratozó Volvo 7700A csuklós ismét Miskolcon járt

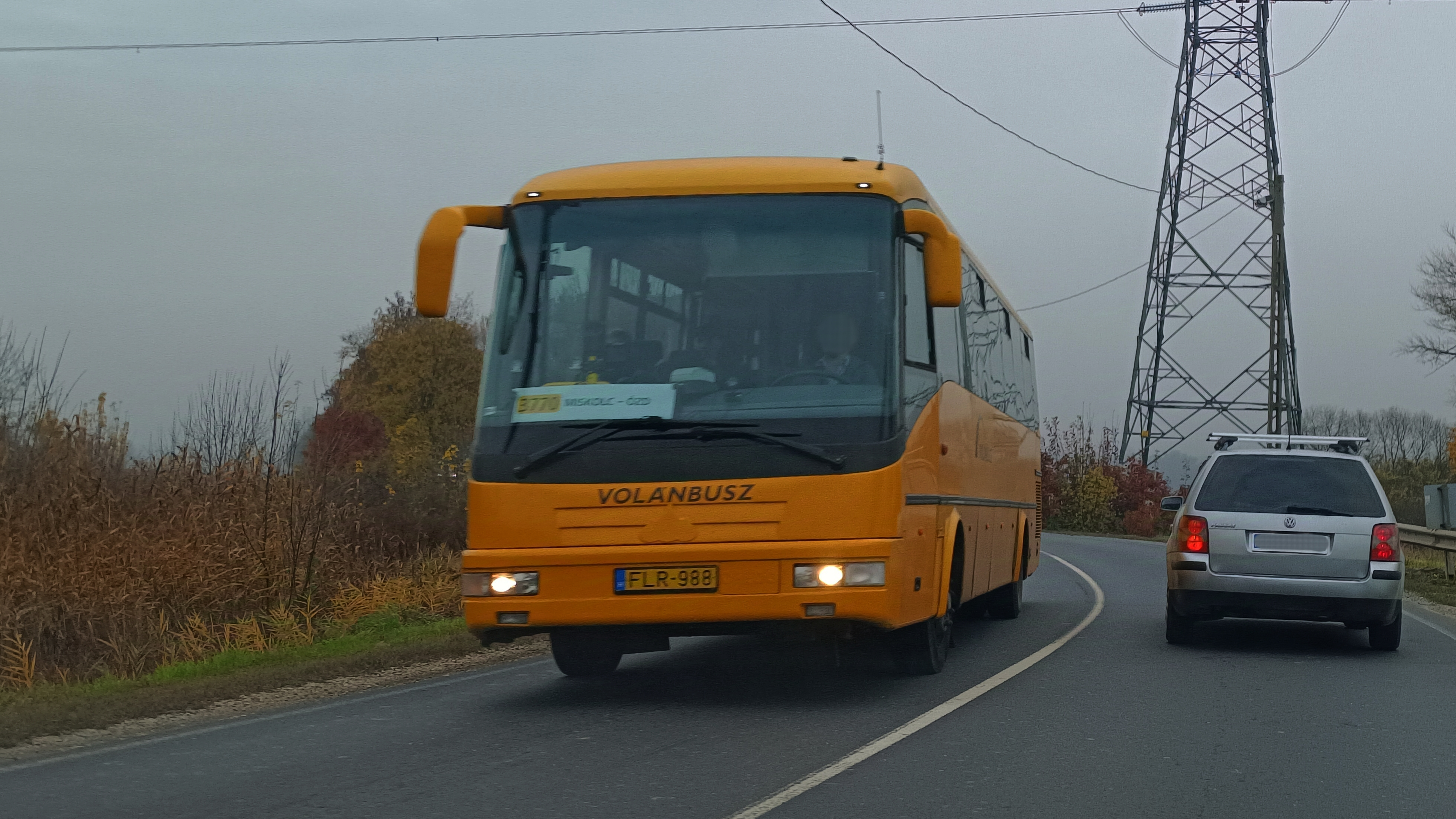
A Borsod Volános korszakokból fennmaradt Credo EC 12-esek egyike

A Búza térre érkezett a nap első ózdi járata

Háttérben a sajónémeti elágazás

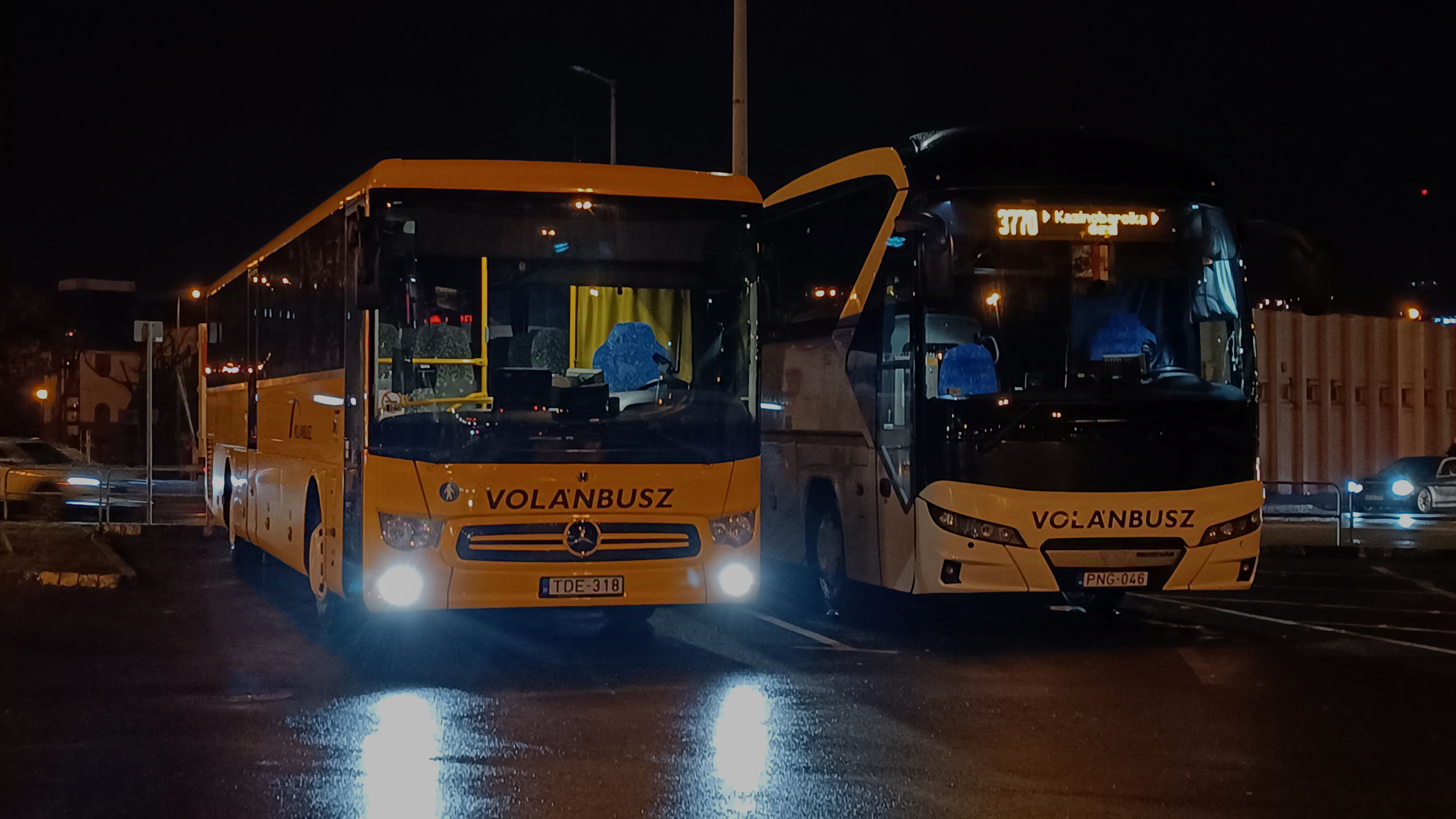
Együtt áll a vonal sok törzsjárművéből kettő. Míg a Neoplan minden nap megteszi a távot budapesti kanyara előtt és után, addig a Mercedes csak minden vasárnap debreceni járatait követően

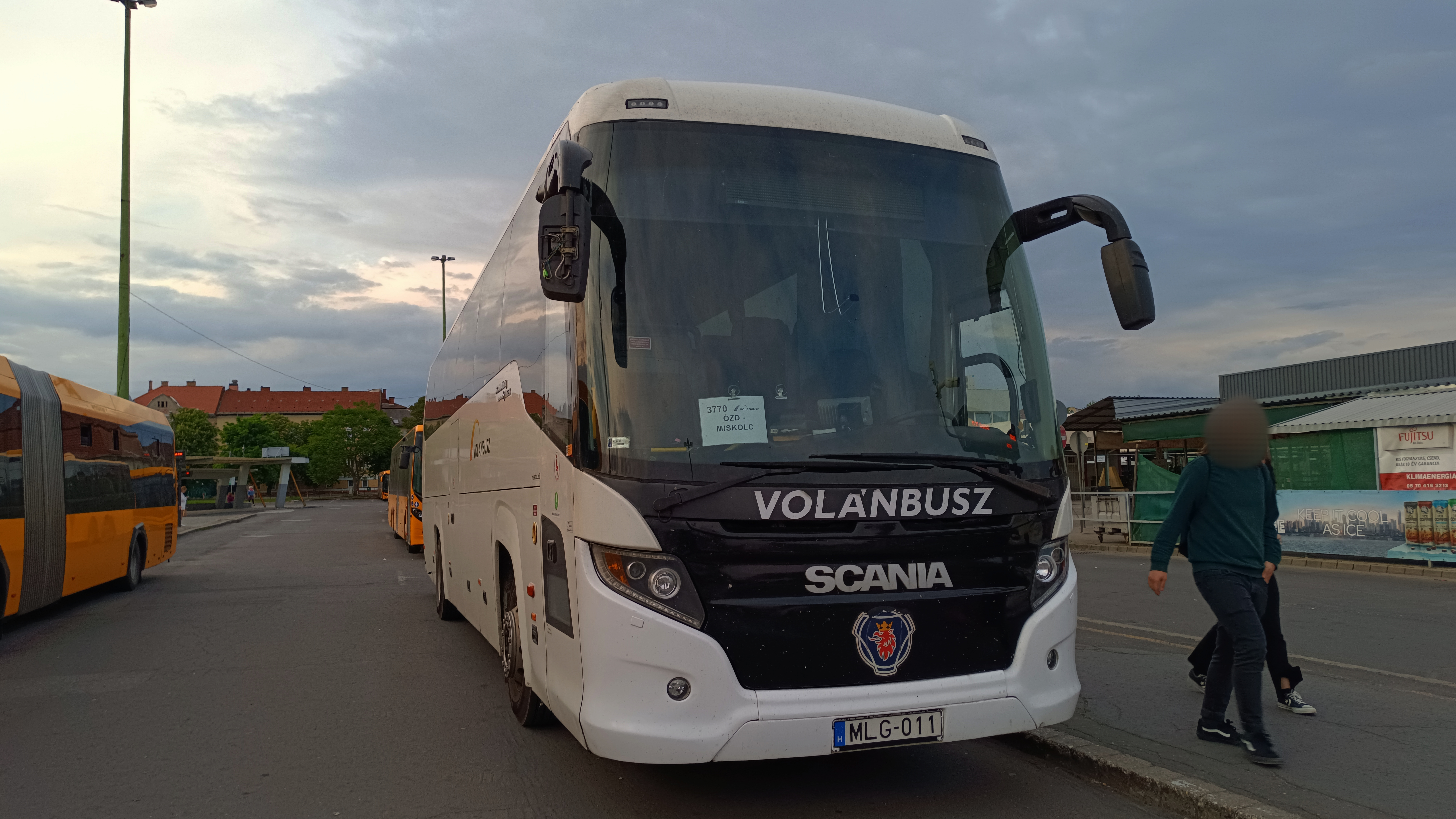
Utolsó 70 kilométerével is végzett aznap

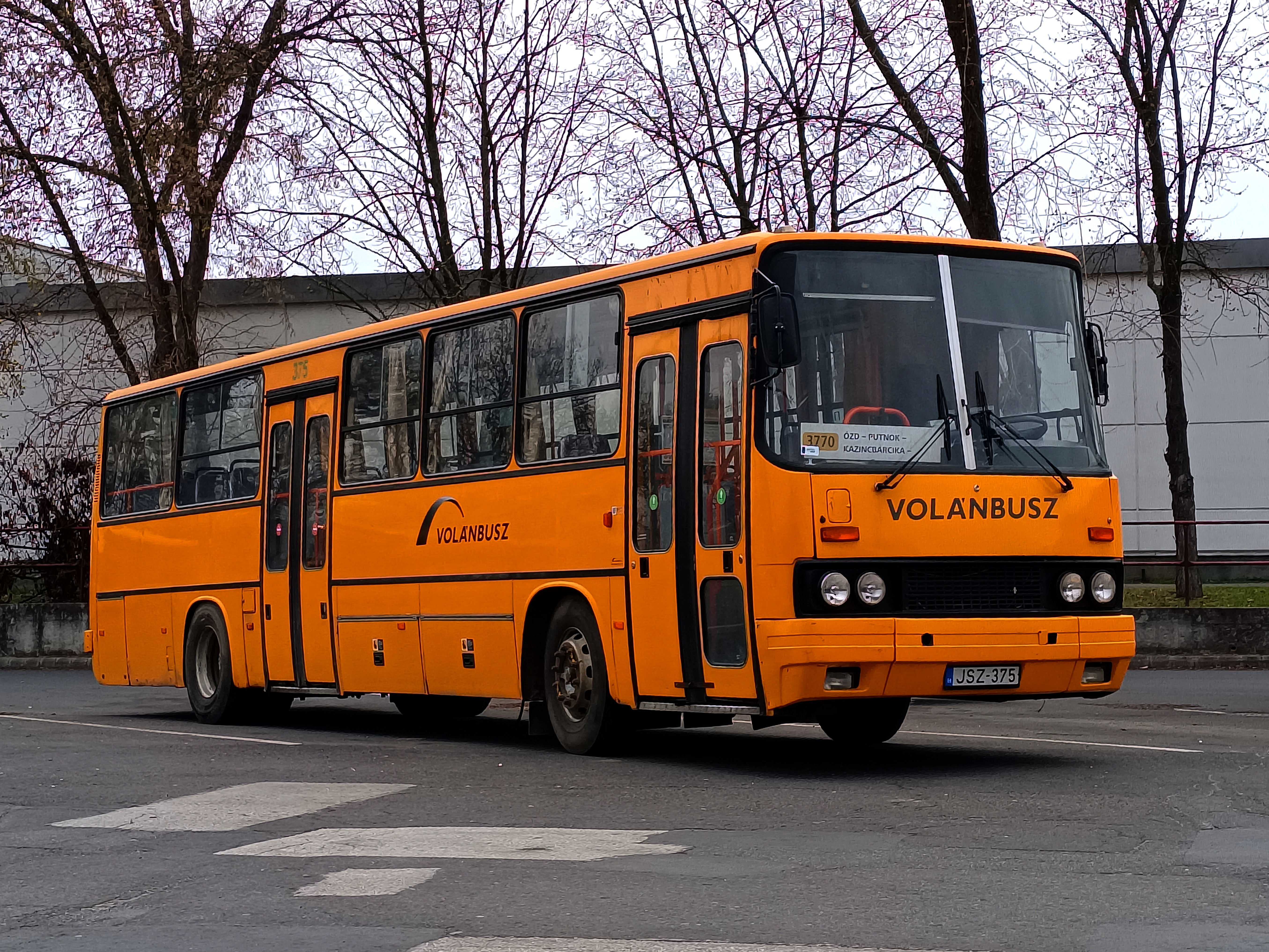
Borsod egyetlen Ikarus 256-osa Ózd és Kazincbarcika között is közlekedik

Ózdnak mind a 4 MAN csuklósa ezen a járatokon is fellelhető

## Közlekedése

### Ütemezettsége
A 2020. júliusában életbelépett Miskolc–Kazincbarcika–Ózd térségi megreformált menetrend leginkább Borsod-Abaúj-Zemplén megye három legnagyobbik városának tömegközlekedését kívánta újraalkotni. Ennek részeként a hét minden napján legalább 15, iskolai időszakban egészen 23 járatpár közlekedik Miskolc és Ózd között, melynek részeként több autóbuszjárat vonalvezetését is megváltoztatták, így nem kizárólag 3770-es buszok fordulnak elő a városok között (lásd: Elágazó útvonalak). Indításai minden nap történnek, rendkívül magas indításszámmal. Csúcsidőben ütemezetten félóránként (Miskolcon iskolai napokon a 1400–1630 közötti időszakban) és óránként, hétvégente óránként és kétóránként közlekednek járatok, Ózd felől reggelente sűrűbben indulnak járatok, vegyesen gyors és expresszjáratok, olykor egyszerre, némelyek kazincbarcikai végállomázással.
| Viszonylat                                               | Indításszám       | Közlekedési rend                     |
| -------------------------------------------------------- | ----------------- | ------------------------------------ |
| Miskolc, aut. áll. – Ózd, aut. áll.                      | 19 oda, 14 vissza | a hetek utolsó tanítási napján kívül |
| Miskolc, aut. áll. – Ózd, aut. áll.                      | 19 oda, 15 vissza | a hetek utolsó tanítási napján       |
| Miskolc, aut. áll. – Ózd, aut. áll.                      | 18 oda, 14 vissza | tanszünetben munkanapokon            |
| Miskolc, aut. áll. – Ózd, aut. áll.                      | 12 oda, 11 vissza | szabadnapokon                        |
| Miskolc, aut. áll. – Ózd, aut. áll.                      | 11 oda, 10 vissza | munkaszüneti napokon                 |
| Miskolc, aut. áll. – Ózd, Ruhagyár                       | 1 oda, 2 vissza   | tanítási napokon                     |
| Miskolc, aut. áll. – Ózd, Ruhagyár                       | 1 pár             | tanszünetben munkanapokon            |
| Kazincbarcika, Szent Flórián tér – Ózd, aut. áll.        | 1 pár             | munkanapokon                         |
| Kazincbarcika, aut. áll. – Ózd, aut. áll.                | 1 vissza          | tanítási napokon                     |
| Kazincbarcika, aut. áll. – Ózd, aut. áll.                | 1 oda             | hétvégén                             |
| Borsodnádasd, Petőfi tér aut. ford. ➝ Miskolc, aut. áll. | 3 oda             | munkanapokon                         |
| Borsodnádasd, Petőfi tér aut. ford. ➝ Miskolc, aut. áll. | 1 oda             | hétvégén                             |

### Törzsjárművei
A távolság ellenére Miskolc és Ózd között csuklós járművek lelhetőek fel nagyobb arányban a (Credo Econell 18 Next, MAN Lion's City G, Mercedes-Benz Conecto G), mivel a megyeszékhelyre való ingázás különösképp elterjedt, valamint körülbelül 65 ezer ember lakik a Putnoki és az Ózdi járásokban.
- az FLR-988 rendszámú Credo EC 12,
- az NHX-865 rendszámú Irisbus Crossway,
- az NML-994 rendszámú Irisbus Crossway,
- az NRL-919 rendszámú Mercedes-Benz Intouro,
- az NRL-926 rendszámú Mercedes-Benz Intouro,
- az NRL-931 rendszámú Mercedes-Benz Intouro,
- az NZM-435 rendszámú Credo Econell 12,
- az NZM-437 rendszámú Credo Econell 12,
- az NZM-439 rendszámú Credo Econell 12,
- az PNG-046 rendszámú Neoplan Tourliner,
- az SEF-372 rendszámú Neoplan Tourliner,
- az SRD-343 rendszámú MAN Lion's City G,
- az SRD-344 rendszámú MAN Lion's City G,
- az SRD-345 rendszámú MAN Lion's City G,
- az SRD-346 rendszámú MAN Lion's City G,
- az SSM-531 rendszámú Credo Econell 12,
- az TDE-318 rendszámú Mercedes-Benz Intouro,
- az AA JB-301 rendszámú Credo Econell 18 Next,
- az AA JB-321 rendszámú Credo Econell 18 Next,
- az AA LC-814 rendszámú Volvo 8900 autóbuszok.

### Járatfajtái
Ennek részeként egységesítették a "gyorsjárat", illetve az "expresszjárat/céljárat" fogalmakat, mely alapján három kategóriára oszthatóak a napközben szép számmal ingázó járatok.
1. alap autóbuszjáratok – Minden megállóban megállnak. kivéve a Csukástói tanya; Borzóczvölgy bejárati út; Héti csárda; Sajópüspöki, újtelep; Ózd, Móricz Zsigmond utca; Járdánháza, Akácos utca megállókban. Előfordulása ritka, mindössze Miskolcról naponta az utolsó járat ilyen.
2. gyorsított járatok – A nagyobb utasforgalmú megállókban állnak meg, ez Miskolcon 3; Sajószentpéteren 2; Berentén 1; Kazincbarcikán 3; Sajóivánkán, Vadnán, Dubicsányban 1 megállót jelent (majd a későbbiekben mindegyiket, melyet az alapjáratok is), illetve a Sajóbábonyi elágazást és a Sajógalgóci elágazást jelenti. A nap folyamán döntő többségben szinte csak ilyen buszok közlekednek. Némelyikük megáll a Sajószentpéter, posta; Kazincbarcika, BorsodChem IV. kapu; Kazincbarcika, ÉRV II. telep megállókban is.
3. expresszjáratok – Járattól függően akár falvakat, városokat hagynak ki. Előfordulása ennek is ritka, csak Borsodnádasdról és Ózdról indulnak a hajnali és reggeli órákban hétköznap.

### Azonos útvonalon közlekedő vonalak
A 75 kilométeres útja több autóbuszvonalból áll össze, ugyanakkor több távolsági járat is helyettesíti a járatokat csúcsidőben. Ezzel a két város közötti ütemezett indítás sem marad ki, olykor a nagyobb viszonylat végett átszállásmentes eljutás is biztosított lehetséges távolabbi pontokra.
Az alábbi járatokból áll össze:
- Miskolc – Kazincbarcika szakasz: 3765
- Kazincbarcika – Putnok szakasz: 4065
- Putnok – Ózd szakasz: 4145
- Ózd – Borsodnádasd szakasz: 4180

Az alábbi járatok helyettesítik:
| Vonalszáma | Vonal útvonala                                          | Szakasz, amelyet helyettesíti                             |
| ---------- | ------------------------------------------------------- | --------------------------------------------------------- |
| 1369       | Ózd – Miskolc – Tiszaújváros – Hajdúnánás – Nyíregyháza | Miskolc, aut. áll. – Ózd, Ruhagyár                        |
| 1384       | Miskolc – Ózd – Pétervására – Salgótarján               | Miskolc, aut. áll. – Borsodnádasd, Mocsolyástelep bej. út |
| 1410       | Debrecen – Tiszaújváros – Miskolc – Ózd                 | Miskolc, aut. áll. – Ózd, aut. áll.                       |
| 1411       | Ózd – Miskolc – M3 – Debrecen                           | Miskolc, aut. áll. – Ózd, aut. áll.                       |
| 3773       | Miskolc – Kazincbarcika – Sajógalgóc – Putnok – Ózd     | Miskolc, aut. áll. – Ózd, aut. áll.                       |

### A vasúttal szembeni pro és contra
Miskolc és Ózd a Miskolc–Bánréve–Ózd-vasútvonalon is össze van kapcsolva. A következő táblázat a kettő nagyváros közötti tömegközlekedést (2024 nyár) mutatja be autóbuszon és vasúton.
|                         | Busz (viszonylat: Miskolc, aut. áll. – Ózd, aut. áll.) | Vasút (viszonylat: Miskolc-Tiszai pu. – Ózd vá.)                                                                                     |
| ----------------------- | --- | --- |
| Megtett táv             | 58–71 km | 61 km |
| Érintett települések    | - Miskolc - Sajószentpéter - Kazincbarcika - Sajóivánka - Vadna - Dubicsány - Putnok - Serényfalva - Bánréve - Sajópüspöki - Ózd                           | - Miskolc - (Sajókeresztúr) - Sajószentpéter - Kazincbarcika - (Sajóivánka) - (Vadna) - (Dubicsány) - Putnok - (Hét) - Bánréve - Ózd |
| Menetidő                | 80–90 perc | 65–80 perc |
| Gyakoriság              | - tanítási napokon: 23 / 24 oda, 22 / 23 vissza - tanszünetben munkanapokon: 21 oda, 22 vissza - szabadnapokon: 15 pár - munkaszüneti napokon: 12 / 15 pár | - munkanapokon: 13 pár - szabadnapokon: 11 pár - munkaszüneti napokon: 10 pár                                                        |
| Követési idő            | 10–95 perc | 32–123 perc |
| Menetjegy ára (felnőtt) | 1120 Ft | 1120 Ft |

## Megállóhelyei
| 0                                                                                | Miskolc, autóbusz-állomás végállomás                                     | 0.0 km  | 1, 1G, 3, 3A, 4, 7, 11, 12G, 20, 20A, 24, 28, 32, 34G, 35, 43, 44, 45, 101B, 900, 914, 935 1050, 1053, 1369, 1370, 1372, 1373, 1374, 1375, 1376, 1377, 1380, 1381, 1383, 1384, 1410, 1411 3700, 3701, 3702, 3703, 3704, 3705, 3706, 3707, 3708, 3709, 3710, 3711, 3712, 3714, 3715, 3716, 3717, 3718, 3719, 3720, 3721, 3722, 3723, 3724, 3726, 3727, 3728, 3729, 3730, 3731, 3733, 3734, 3735, 3736, 3737, 3738, 3739, 3740, 3741, 3742, 3743, 3744, 3745, 3746, 3747, 3748, 3749, 3750, 3751, 3752, 3753, 3754, 3755, 3757, 3760, 3761, 3764, 3765, 3766, 3767, 3772, 3773, 3774, 3775, 3776, 3777, 4019 |                                               |
| 1                                                                                | Miskolc, Leventevezér utca                                               | 1.2 km  | 3, 12, 12G, 14, 14G, 20, 36, 54, 914 3700, 3701, 3702, 3703, 3704, 3705, 3707, 3714, 3754, 3757, 3760, 3761, 3763, 3764, 3765, 3772, 3773, 3774, 3775, 3776, 3777 |                                               |
| 2                                                                                | Miskolc, megyei kórház                                                   | 1.9 km  | 3, 3A, 12, 12G, 14, 14G, 20, 24, 36, 54, 914 1369, 1384, 1410, 1411 3700, 3701, 3702, 3703, 3704, 3705, 3707, 3708, 3709, 3711, 3714, 3754, 3757, 3760, 3761, 3763, 3764, 3765, 3766, 3767, 3769, 3772, 3773, 3774, 3775, 3776, 3777 |                                               |
| 3                                                                                | Miskolc, repülőtér bejárati út                                           | 2.8 km  | 3, 3A, 8, 12, 12G, 14, 14G, 20, 24, 36, 54, 240, 914 1369, 1384, 1410, 1411 3700, 3701, 3702, 3703, 3704, 3705, 3707, 3708, 3709, 3711, 3714, 3754, 3757, 3760, 3761, 3763, 3764, 3765, 3766, 3767, 3769, 3772, 3773, 3774, 3775, 3776, 3777 |                                               |
| 4                                                                                | Miskolc, Stromfeld laktanya                                              | 3.9 km  | 1369, 1384, 1410, 1411 3700, 3701, 3702, 3703, 3704, 3705, 3707, 3708, 3709, 3711, 3714, 3754, 3757, 3760, 3761, 3763, 3764, 3765, 3766, 3767, 3769, 3772, 3773, 3774, 3775, 3776, 3777 |                                               |
| 5                                                                                | Szirmabesenyői elágazás                                                  | 5.0 km  | 3700, 3701, 3702, 3703, 3704, 3705, 3707, 3708, 3709, 3711, 3714, 3754, 3757, 3760, 3761, 3763, 3764, 3765, 3772, 3773, 3774, 3775, 3776, 3777, 3797 |                                               |
| 6                                                                                | Sajókeresztúr, ipari park bejárati út                                    | 6.9 km  | 3703, 3704, 3707, 3708, 3709, 3711, 3754, 3757, 3760, 3761, 3763, 3764, 3765, 37723773, 3774, 3775, 3776, 3797 |                                               |
| 7                                                                                | Sajókeresztúri elágazás                                                  | 7.8 km  | 3703, 3707, 3754, 3757, 3760, 3761, 3763, 3764, 3765, 3772, 3773, 3775, 3776, 3777, 3797 |                                               |
| 8                                                                                | Sajóbábonyi elágazás                                                     | 9.4 km  | 3703, 3704, 3707, 3708, 3709, 3711, 3754, 3757, 3760, 3761, 3763, 3764, 3765, 3772, 3773, 3774, 3775, 3776, 3777, 3793, 3795, 3797 |                                               |
| 9                                                                                | Piltatanyai elágazás                                                     | 11.3 km | 3704, 3707, 3708, 3709, 3711, 3754, 3761, 3763, 3764, 3765, 3773, 3774, 3775, 3793 |                                               |
| 10                                                                               | Sajószentpéter, Kossuth utca 32.                                         | 13.1 km | 3704, 3707, 3708, 3709, 3711, 3754, 3761, 3763, 3764, 3765, 3773, 3774, 3775, 3793 |                                               |
| 11                                                                               | Sajószentpéter, edelényi elágazás                                        | 14.0 km | 1369, 1384, 1410, 1411 3754, 3761, 3763, 3764, 3765, 3766, 3767, 3769, 3773, 4098 |                                               |
| 12                                                                               | Sajószentpéter, posta                                                    | 14.6 km | 1384 3754, 3761, 3763, 3764, 3765, 3769, 3773, 4098 | Munkanapokon 4; hétvégén 2 gyorsjárat megáll. |
| 13                                                                               | Sajószentpéter, parasznyai elágazás                                      | 15.2 km | 1369, 1384, 1410, 1411 3754, 3756, 3761, 3763, 3764, 3765, 3766, 3767, 3769, 3773, 4049, 4050, 4051, 4098 |                                               |
| 14                                                                               | Sajószentpéter, Szabadságtelep                                           | 15.7 km | 3756, 3761, 3763, 3764, 3765, 3773, 4049, 4050, 4051 |                                               |
| 15                                                                               | Berente, Bányagépjavító üzem                                             | 17.0 km | 3756, 3763, 3764, 3765, 3773, 4045, 4046, 4048, 4049, 4050, 4052, 4061, 4062, 4063, 4067, 4070, 4075, 4082 |                                               |
| 16                                                                               | Berente, PVC gyár bejárati út                                            | 18.3 km | 1369, 1384, 1410, 1411 3756, 3763, 3764, 3765, 3766, 3767, 3769, 3773, 4045, 4046, 4047, 4048, 4050, 4052, 4058, 4061, 4062, 4063, 4067, 4070, 4075, 4081, 4082 |                                               |
| 17                                                                               | Kazincbarcika, BorsodChem IV. kapu                                       | 19.7 km | 1369, 1384 3756, 3763, 3764, 3765, 3773, 4045, 4046, 4047, 4048, 4050, 4052, 4058, 4061, 4062, 4063, 4067, 4070, 4075, 4081, 4082 | Munkanapokon 8; hétvégén 5 gyorsjárat megáll. |
| 18                                                                               | Kazincbarcika, Volán-telep                                               | 20.7 km | 3756, 3763, 3764, 3765, 3773, 4045, 4046, 4047, 4048, 4050, 4052, 4058, 4061, 4062, 4063, 4067, 4070, 4075, 4081, 4082 |                                               |
| 19                                                                               | Kazincbarcika, Szent Flórián tér autóbusz-váróterem vonalközi végállomás | 21.1 km | 1054, 1369, 1384, 1410, 1411 3756, 3763, 3764, 3765, 3766, 3767, 3769, 3772, 3773, 4040, 4041, 4043, 4044, 4045, 4046, 4047, 4048, 4050, 4052, 4058, 4059, 4061, 4062, 4063, 4065, 4066, 4067, 4069, 4070, 4075, 4079, 4080, 4081, 4082, 4083, 4084, 4194 |                                               |
| 20                                                                               | Kazincbarcika, temető                                                    | 22.0 km | 3756, 3763, 3764, 3765, 3766, 3767, 3772, 3773, 4040, 4041, 4043, 4044, 4046, 4047, 4048, 4050, 4052, 4059, 4063, 4065, 4066, 4067, 4069, 4070, 4075, 4080, 4082, 4083, 4084 |                                               |
| 21                                                                               | Kazincbarcika, központi iskola                                           | 22.7 km | 3756, 3763, 3764, 3765, 3772, 3773, 4040, 4041, 4043, 4044, 4047, 4048, 4050, 4052, 4059, 4063, 4065, 4067, 4069, 4070, 4075, 4080, 4082, 4083, 4084 |                                               |
| 22                                                                               | Kazincbarcika, városháza                                                 | 23.1 km | 3 1369, 1384, 1410, 1411 3756, 3763, 3764, 3765, 3772, 3773, 4040, 4041, 4043, 4044, 4047, 4048, 4050, 4052, 4059, 4063, 4065, 4067, 4069, 4070, 4075, 4080, 4082, 4083, 4084 |                                               |
| Tanítási napokon 2; tanszünetben munkanapokon 1; hétvégén 1 alkalommal érintett. |                                                                          |         | |                                               |
| ∫                                                                                | Kazincbarcika, kórház                                                    | ∫       | 3 1054 3408, 3756, 3763, 3764, 3765, 3772, 3773, 4040, 4041, 4043, 4044, 4047, 4048, 4050, 4052, 4057, 4059, 4060, 4065, 4066, 4069, 4070, 4075, 4080, 4082, 4083, 4084, 4153 |                                               |
| ∫                                                                                | Kazincbarcika, Ifjúmunkás tér                                            | ∫       | 3 3408, 3756, 3763, 3764, 3765, 3772, 3773, 4040, 4041, 4043, 4044, 4047, 4048, 4050, 4052, 4057, 4059, 4060, 4065, 4066, 4069, 4070, 4075, 4080, 4082, 4083, 4084, 4153 |                                               |
| ∫                                                                                | Kazincbarcika, autóbusz-állomás vonalközi végállomás                     | ∫       | 3, 9 1054 3408, 3756, 3763, 3764, 3765, 3766, 3767, 3772, 3773, 4040, 4041, 4043, 4046, 4047, 4048, 4050, 4052, 4057, 4059, 4060, 4065, 4066, 4069, 4070, 4075, 4080, 4082, 4083, 4084, 4154 |                                               |
| ∫                                                                                | Kazincbarcika, kórház                                                    | ∫       | 3 1054 3408, 3756, 3763, 3764, 3765, 3772, 3773, 4040, 4041, 4043, 4044, 4047, 4048, 4050, 4052, 4057, 4059, 4060, 4065, 4066, 4069, 4070, 4075, 4080, 4082, 4083, 4084, 4153 |                                               |
| 23                                                                               | Kazincbarcika, alsóvárosi iskola                                         | 23.7 km | 3408, 3773, 4057, 4059, 4060, 4063, 4065, 4066, 4067, 4069, 4153 |                                               |
| 24                                                                               | Kazincbarcika, ÉRV II. telep                                             | 24.8 km | 1384 3773, 4057, 4058, 4059, 4060, 4061, 4062, 4063, 4065, 4066, 4067, 4069, 4153, 4194 | Munkanapokon 4 gyorsjárat megáll.             |
| 25                                                                               | Sajókaza vasútállomás, bejárati út                                       | 27.0 km | 1054, 1369, 1384, 1410, 1411 3408, 3773, 4057, 4058, 4059, 4060, 4061, 4062, 4063, 4065, 4066, 4067, 4069, 4153, 4194 személyvonat – Sajókaza (92) |                                               |
| 26                                                                               | Vadna, községháza                                                        | 29.0 km | 1054, 1369, 1384, 1410, 1411 3408, 3773, 4057, 4058, 4059, 4060, 4061, 4062, 4063, 4065, 4066, 4067, 4153, 4194 |                                               |
| 27                                                                               | Sajógalgóci elágazás                                                     | 31.6 km | 1369, 1384, 1410, 1411 3773, 4057, 4062, 4063, 4065, 4066, 4067, 4194 |                                               |
| 28                                                                               | Dubicsány, panzió                                                        | 34.3 km | 1369, 1384, 1410, 1411 3773, 4057, 4062, 4063, 4065, 4194 |                                               |
| 29                                                                               | Putnok, Kossuth utca 62.                                                 | 38.1 km | 1369, 1384, 1410, 1411 3773, 4057, 4062, 4063, 4065, 4147, 4188, 4194, 4195 |                                               |
| 30                                                                               | Putnok, Fő tér                                                           | 39.0 km | 1369, 1384, 1410, 1411 3773, 4063, 4065, 4104, 4140, 4145, 4147, 4148, 4151, 4188, 4194, 4195 |                                               |
| 31                                                                               | Putnok, szociális otthon                                                 | 39.7 km | 1369, 1384, 1410, 1411 3773, 4063, 4104, 4140, 4145, 4188 |                                               |
| 32                                                                               | Putnok, Egyetértés Termelőszövetkezet                                    | 40.4 km | 1369, 1384, 1410, 1411 3773, 4063, 4104, 4140, 4145, 4188 |                                               |
| 33                                                                               | Héti elágazás                                                            | 43.0 km | 1034, 1369, 1384, 1410, 1411 3773, 4063, 4104, 4140, 4145, 4188 |                                               |
| 34                                                                               | Bánréve, újtelep                                                         | 44.1 km | 1369, 1384, 1410, 1411 3773, 4104, 4140, 4145 |                                               |
| 35                                                                               | Bánréve, vasúti átjáró                                                   | 45.1 km | 1369, 1384, 1410, 1411 3773, 4104, 4140, 4145 személyvonat – Bánréve (92) |                                               |
| 36                                                                               | Bánréve, autóbusz-váróterem                                              | 45.6 km | 1034, 1369, 1384, 1410, 1411 3773, 4104, 4140, 4145 |                                               |
| 37                                                                               | Sajópüspöki, élelmiszerbolt                                              | 47.8 km | 1034, 1369, 1384, 1410, 1411 3773, 4104, 4140, 4145 |                                               |
| 38                                                                               | Sajónémeti elágazás                                                      | 49.2 km | 1369, 1384, 1410, 1411 3773, 4104, 4140, 4145 |                                               |
| 39                                                                               | Ózd, centeri elágazás                                                    | 50.4 km | 1369, 1384, 1410, 1411 3773, 4104, 4140, 4145 |                                               |
| 40                                                                               | Ózd, faiskola                                                            | 51.2 km | 1369, 1384, 1410, 1411 3773, 4104, 4140, 4145 |                                               |
| 41                                                                               | Ózd, Center vasútállomás bejárati út                                     | 51.8 km | 1369, 1384, 1410, 1411 3773, 4104, 4140, 4145 |                                               |
| 42                                                                               | Ózd alsó vasútállomás                                                    | 54.7 km | 4, 46, 47, 74 1369, 1384, 1410, 1411 3773, 4104, 4140, 4145 személyvonat – Ózd alsó (92) |                                               |
| 43                                                                               | Ózd vasútállomás                                                         | 57.1 km | 4, 7, 8, 12, 21, 46, 47, 68, 74, 76, 78 1369, 1384, 1410, 1411 3773, 4104, 4140, 4145 személyvonat – Ózd (92) |                                               |
| Helyi jegyek és bérletek érvényességi határa (kezdete)                           |                                                                          |         | |                                               |
| 44                                                                               | Ózd, autóbusz-állomás vonalközi végállomás                               | 58.3 km | 1, 2, 2A, 3, 4, 6, 7, 8, 12, 20A, 21, 23, 26, 46, 47, 68, 74, 76, 78 1031, 1034, 1051, 1369, 1384, 1411 3410, 3773, 4101, 4102, 4104, 4140, 4145, 4147, 4148, 4150, 4151, 4153, 4155, 4157, 4158, 4160, 4161, 4180, 4185, 4186 |                                               |
| 45                                                                               | Ózd, Városháztér                                                         | 59.2 km | 2, 2A, 6, 12, 20, 20A, 21, 23, 26, 46, 63, 68, 76 1369, 1384 4102, 4180, 4185, 4186 |                                               |
| 46                                                                               | Ózd, bolyki elágazás                                                     | 59.8 km | 2, 2A, 6, 12, 20, 20A, 21, 23, 26, 46, 63, 68, 76 1031, 1034, 1051, 1369, 1384 4102, 4180, 4185, 4186 |                                               |
| 47                                                                               | Ózd, Zrínyi utca 5.                                                      | 60.2 km | 2, 2A, 12, 20, 20A, 21, 23, 26 1369 4102, 4186 |                                               |
| 48                                                                               | Ózd, Árpád vezér Általános Iskola                                        | 60.6 km | 2, 2A, 12, 20, 20A, 21, 23, 26 1369 4102 |                                               |
| 49                                                                               | Ózd, Civil Ház                                                           | 60.9 km | 2, 2A, 12, 20, 20A, 21, 23, 26 1369 4102 |                                               |
| 50                                                                               | Ózd, strandfürdő                                                         | 61.2 km | 2, 2A, 12, 20, 20A, 21, 23, 26 1369 4102, 4186 |                                               |
| 51                                                                               | Ózd, Bolyki főút ABC áruház                                              | 61.7 km | 2, 2A, 12, 20, 20A, 21, 23, 26 1369 4102, 4186 |                                               |
| 52                                                                               | Ózd, Bolyki főút Asztalos Kft.                                           | 62.0 km | 2, 2A, 12, 20, 20A, 21, 23, 26 1369 4102 |                                               |
| 53                                                                               | Ózd, Ruhagyár vonalközi végállomás                                       | 62.5 km | 2, 2A, 20, 20A 4102, 4186 |                                               |
| Helyi jegyek és bérletek érvényességi határa (vége)                              |                                                                          |         | |                                               |
| ∫                                                                                | Ózd, Béke szálló                                                         | ∫       | 6, 26, 46, 63, 68, 76 4180, 4185 |                                               |
| ∫                                                                                | Ózd (Hódoscsépány), élelmiszerbolt                                       | ∫       | 6, 26, 46, 63, 68, 76 1031, 1034, 1051, 1384 4180, 4185 |                                               |
| ∫                                                                                | Ózd, somsályi elágazás                                                   | ∫       | 6, 26, 46, 63, 68, 76 1031, 1034, 1051 4180, 4185 |                                               |
| ∫                                                                                | Arló, Ady Endre utca 51.                                                 | ∫       | 4180, 4185 |                                               |
| ∫                                                                                | Arló, Arlói-tó bejárati út                                               | ∫       | 1031, 1034, 1051, 1384 4180, 4185 |                                               |
| ∫                                                                                | Arló, ABC áruház                                                         | ∫       | 4180 |                                               |
| ∫                                                                                | Arló, Ady Endre utca 251.                                                | ∫       | 4180 |                                               |
| ∫                                                                                | Járdánháza, gyepes                                                       | ∫       | 1384 4180 |                                               |
| ∫                                                                                | Járdánháza, temető                                                       | ∫       | 1031, 1034, 1051 4180 |                                               |
| ∫                                                                                | Járdánháza, autóbusz-váróterem                                           | ∫       | 1384 4180 |                                               |
| ∫                                                                                | Borsodnádasd, Mocsolyástelep bejárati út                                 | ∫       | 1384 4180 |                                               |
| ∫                                                                                | Borsodnádasd, támfal                                                     | ∫       | 4180 |                                               |
| ∫                                                                                | Borsodnádasd, művelődési otthon                                          | ∫       | 3404, 3409, 4180 |                                               |
| ∫                                                                                | Borsodnádasd, Zsóberke                                                   | ∫       | 3404, 3409, 4180 |                                               |
| ∫                                                                                | Borsodnádasd, Faragótelep                                                | ∫       | 3404, 3409, 4180 |                                               |
| ∫                                                                                | Borsodnádasd, gyógyszertár                                               | ∫       | 3404, 3409, 4180 |                                               |
| ∫                                                                                | Borsodnádasd, Petőfi tér autóbusz-forduló végállomás                     | ∫       | 3404, 3409, 4180 |                                               |